# Paul Finsler

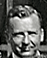
Finsler 1932 beim Internationalen Mathematikerkongress in Zürich

Paul Finsler (* 11. April 1894 in Heilbronn; † 29. April 1970 in Zürich) war ein Schweizer Mathematiker, der sich mit Geometrie (Finsler-Räume) und Grundlagen der Mathematik beschäftigte.

## Leben und Werk
Finsler war der Sohn eines schweizerischen Kaufmanns (aus alter Zürcher Familie) und der Bruder von Hans Finsler. Er besuchte die Lateinschule in Urach und das Realgymnasium in Cannstatt. 1912 begann Finsler ein Studium an der Technischen Hochschule Stuttgart, wo er Vorlesungen von Martin Wilhelm Kutta besuchte. Ab 1913 war er an der Universität Göttingen, wo er unter anderem bei Erich Hecke, Felix Klein, Edmund Landau, David Hilbert, Max Born, Ludwig Prandtl und Carl Runge studierte und bei Constantin Carathéodory 1919 promoviert wurde (Über Kurven und Flächen in allgemeinen Räumen. 1918). In seiner Dissertation führte er die Finsler-Räume ein, die die riemannsche Geometrie verallgemeinern und die unter anderem Élie Cartan aufgriff (er schrieb 1934 ein Buch darüber). 1922 habilitierte er sich an der Universität Köln, wo er Privatdozent wurde. Inzwischen hatte er sich den Grundlagen der Mathematik und Mengenlehre zugewandt. 1926 schrieb er eine grundlegende Arbeit, die Gödels Resultat vorwegnahm (Formale Beweise und die Entscheidbarkeit, Mathematische Zeitschrift 1926), aber nicht weiter beachtet wurde. 1927 wurde er außerordentlicher Professor an der Universität Zürich und 1944 schließlich ordentlicher Professor. 1959 wurde er emeritiert.
Sein originärer Zugang zur Mengenlehre, zuerst 1926 in der Mathematischen Zeitschrift veröffentlicht (Über die Grundlegung der Mengenlehre, der zweite Teil erschien erst 1964), stieß auf Ablehnung, nicht zuletzt weil er sich einer selbst gewählten Terminologie bediente, die niemand sonst benutzte. Sein Vortrag darüber im Mathematischen Kolloquium von Universität Zürich und ETH Zürich wurde von Hermann Weyl scharf kritisiert, weshalb Finsler einen Zusammenbruch erlitt und beurlaubt wurde. Finslers Kollegen Rudolf Fueter und Andreas Speiser beauftragten daraufhin Johann Jakob Burckhardt Finslers Ideen in eine verständliche Form zu bringen und im Jahresbericht der Deutschen Mathematiker-Vereinigung zu veröffentlichen.
Finsler war Platoniker und misstraute formalistischer Denkweise. Er beschäftigte sich auch mit Zahlentheorie, Wahrscheinlichkeitstheorie (unter anderem über die Wahrscheinlichkeit seltener Ereignisse) und zuletzt mit Graphentheorie.
Finsler war auch Hobby-Astronom, der mehrere Kometen entdeckte (1924 und 1937, der zweite ist nach ihm benannt). Finsler blieb ledig.

## Schriften
- Über Kurven und Flächen in allgemeinen Räumen. Dissertation 1918, 1951 bei Birkhäuser nachgedruckt.
- Gibt es Widersprüche in der Mathematik? Antrittsvorlesung Köln 1923, Jahresbericht DMV, Band 34, 1926, S. 143–155.
- Formale Beweise und die Entscheidbarkeit. Mathematische Zeitschrift, Band 25, 1926, S. 676–682.
- Über die Grundlegung der Mengenlehre. Erster Teil. Mathematische Zeitschrift, Band 25, 1926, S. 683–7 13, Zweiter Teil: Verteidigung, Commentarii Mathematici Helvetici (CMH), Band 38, 1964, S. 172–218.
- Die Existenz der Zahlenreihe und des Kontinuums, Commentarii Mathematici Helvetici, Band 5, 1933, S. 88–94.
- Aufsätze zur Mengenlehre. Darmstadt: Wissenschaftliche Buchgesellschaft 1975 (Herausgeber: Georg Unger)
- Finsler Set Theory: Platonism and Circularity. Translation of Paul Finsler's papers on set theory with introductory comments. Edited by David Booth and Renatus Ziegler. (Kommentierte Ausgabe der Aufsätze zur Mengenlehre) Birkhäuser, Basel-Boston-Berlin 1996.